# Fritz Krischen
Fritz Krischen (ur. 26 grudnia 1881 w Kolonii, zm. 15 lipca 1949 w Lubece) – profesor zwyczajny historii budownictwa i historii sztuki.

## Życiorys
Absolwent Wydziału Architektury Politechniki Berlińskiej, Wydziału Archeologii Uniwersytetu Berlińskiego i Uniwersytetu w Greifswaldzie, gdzie w 1911 obronił pracę doktorską.
W latach 1908-1915 pracował przy wykopaliskach dla berlińskich muzeów państwowych.
Od 1919 do 1924 profesor zwyczajny form starożytnej i średniowiecznej sztuki budowlanej na Politechnice Akwizgrańskiej, a od 1924 profesor zwyczajny historii budownictwa i historii sztuki na Politechnice Gdańskiej. W latach 1931–1932 rektor tej uczelni.
Od 1939 na przymusowej emeryturze.